# Oliver Stone
William Oliver Stone, född 15 september 1946 i New York, är en amerikansk filmregissör, manusförfattare, filmproducent och skådespelare.

## Biografi

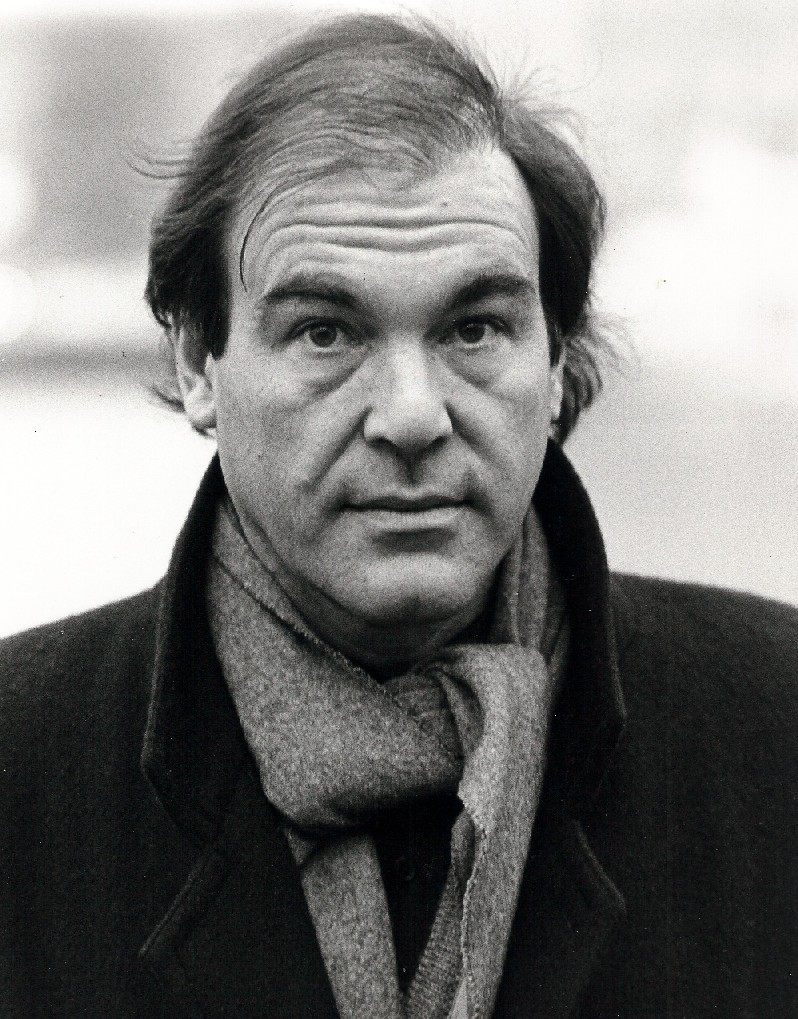
Oliver Stone i Sverige, februari 1986.

Stone är utbildad vid filmskolan vid New York University. Hans filmspråk är personligt och särpräglat. En stil som han använt sedan 1990-talet är snabba och många klipp, närbilder, tempoväxling och olika typer av film (Super 8, 16 mm etc).
Stone har ofta varit kontroversiell och gjort filmer som väckt mycket känslor i hemlandet, som JFK om Kennedy-mordet och Natural Born Killers om mediernas tabloidisering.
Själv son till en börsmäklare hoppade Stone av studierna vid Yale University för att ta värvning till Vietnamkriget för att han tyckte det var fel att bara fattiga inkallades. Hans film Plutonen är i hög grad ett självbiografiskt verk. Erfarenheterna har präglat hans arbete, och han är engagerad vegetarian även för djurens rättigheter och skydd. Stone har återkommande kritiserat USA för dess utrikespolitik, militära dominans och stora klasskillnader, vilket tydligast kan ses i dokumentärserien The Untold History of the United States. Nyligen genomförde han långa intervjuer med Vladimir Putin vilka sändes i svensk TV hösten 2017.
Stone har belönats med Oscars i kategorin Bästa regi för filmerna Plutonen och Född den fjärde juli samt i kategorin Bästa manus efter förlaga. Sammanlagt har han nominerats till elva Oscars.

## Filmografi i urval
- 1978 – Midnight Express (manus)
- 1982 – Conan Barbaren (manus)
- 1983 – Scarface (manus)
- 1986 – Salvador (manus, regi och produktion)
- 1986 – Plutonen (manus och regi)
- 1987 – Wall Street (manus och regi)
- 1988 – Talk Radio (manus och regi)
- 1989 – Född den fjärde juli (manus, regi och produktion)
- 1991 – The Doors (manus och regi)
- 1991 – JFK (manus, regi och produktion)
- 1993 – Himmel och jord (manus, regi och produktion)
- 1994 – Natural Born Killers (manus och regi)
- 1995 – Nixon (manus, regi och produktion)
- 1996 – Evita (manus)
- 1996 – Larry Flynt – skandalernas man (produktion)
- 1997 – U-Turn (regi)
- 1999 – Any Given Sunday (manus, regi och produktion)
- 2003 – Comandante (manus, regi och produktion)
- 2004 – Alexander (manus, regi och produktion)
- 2006 – World Trade Center (regi och produktion)
- 2008 – W. (regi)
- 2009 – South of the Border (dokumentär; regi och produktion)
- 2010 – Wall Street: Money Never Sleeps (regi och produktion)
- 2012 – Savages (regi)
- 2016 – Snowden (regi)
- 2016 – Ukraine on Fire (executive producer)
- 2017 – The Putin Interviews (TV-serie; manus, regi och medverkan)
- 2019 - avslöjar Ukraina